# Marina Alabau
Marina Alabau Neira (ur. 31 sierpnia 1985 w Sewilli) – reprezentantka Hiszpanii w windsurfingu, złota medalistka XXX Letnich Igrzysk Olimpijskich w Londynie, czterokrotna medalistka mistrzostw świata.